# スターオブホノルル
スターオブホノルル（英: Star of Honolulu）とは、米国スターオブパラダイス社が運航する、ハワイ州オアフ島最大のレストラン船である。アロハタワーマーケットプレイスピア8からワイキキ沖を航行する。

## 概要
1,500人乗り、4階建て、6室のダイニングルームと2基のエレベーターを搭載したオアフ島最大のクルーズ船である。3種類の安定装置を搭載し、スムーズで快適な乗り心地を実現している。
通常はディナークルーズ船として、アロハタワーマーケットプレイスのピア8より毎日出航している。航行時間はおよそ2時間。金曜日は3時間クルーズ。冬季限定で昼間はホエールウォッチングクルーズも行っている。
2017年、創業60周年を記念して船内の改装および新しいエンターテインメント「60イヤーズオブアロハ」を発表した。

## サービス

### ディナークルーズ
- ファイブスターサンセットダイニング＆ジャズ（季節ごとに変わる7コースのシグネチャーディナー。3杯分のスーパープレミアムドリンクチケット付き。エンターテインメントはライブジャズ。）
- スリースターサンセットディナー＆ショー（丸ごと一匹のメインロブスターとテンダーロインビーフステーキの5コースディナー。2杯分のプレミアムドリンクチケット付き。エンターテイメントは洋上最大のキャストで送るポリネシアンショー「60イヤーズオブアロハ」。）
- スターサンセットディナー＆ショー（カニの足食べ放題とテンダーロインビーフステーキの3コースディナー。スターシグネチャーマイタイ1杯付き。エンターテイメントは「60イヤーズオブアロハ」。）
- パシフィックスターサンセットビュッフェ＆ショー　（パシフィック・リムスタイルビュッフェディナー。スターシグネチャーマイタイ1杯付き。エンターテイメントは「ポリネシアン・ジャーニー」。）

#### ホエールウォッチングクルーズ
- （冬季限定）プレミアホエールウォッチクルーズ（ナチュラリストによるクジラの生態についての説明を聞きながら、ワイキキ沖周辺でのクジラウォッチングクルーズ。ハワイアンテイストビュッフェランチ、レイメイキングやウクレレレッスン、フラレッスン等のハワイアンカルチャーアクティビティー付き。）
- （冬季限定）アーリーバードホエールウォッチクルーズ（朝の時間帯から出航するクジラウォッチングクルーズ。朝食付きプランもあり。）

#### ホリデー・イベント
- バレンタインデーサンセットディナークルーズ
- イースター”シャンペン”ブランチクルーズ
- 母の日”シャンペン”ブランチクルーズ
- 父の日サンセットディナービュッフェ＆ショー
- インディペンデンスデーサンセットディナー＆花火
- ニューイヤーズイブミッドナイトディナー＆花火

#### ウェディング＆記念日
- キャプテンズ・ウェディング
- バウ・リニューアル
- プライベートレセプション：ファイブスターサンセットダイニング＆ジャズ
- プライベートレセプション：スリースターサンセットディナー＆ショー

## 設備
- ハワイアンアールデコ調のインテリア
- ハワイ唯一のバリアフリー対応船
- ダイヤモンドヘッドを超えてカハラコーストまで航海できる許可を取得
- 3種類の安定装置搭載（ディープVハル、アンチ・ロールチョック、ワッツ・タイプ）
- 高さ18.2メートルの展望デッキ
- 最新型の音響設備、バー、化粧室

## 乗船場所
アメリカ合衆国ハワイ州オアフ島アロハタワーマーケットプレイス ピア8
住所：1 Aloha Tower Drive, Honolulu, HI 96813